# Nemesia caranhaci
Nemesia caranhaci is een spinnensoort in de taxonomische indeling van de bruine klapdeurspinnen (Nemesiidae).
Nemesia caranhaci werd in 1995 beschreven door Decae.